# ماتئو آلبرتی
ماتئو آلبرتی (انگلیسی: Matteo Alberti؛ زادهٔ ۴ اوت ۱۹۸۸) بازیکن فوتبال اهل ایتالیا است.
از باشگاه‌هایی که در آن بازی کرده‌است می‌توان به باشگاه فوتبال آ. ث. لومتزانه و باشگاه فوتبال کویینز پارک رنجرز اشاره کرد.